# Diane Arbus
 (1er août 2025).
Pour les articles homonymes, voir Nemerov et Arbus.
Diane Arbus, née Diane Nemerov le 14 mars 1923 à New York et morte le 26 juillet 1971 à Greenwich Village (New York), est une photographe américaine.
Elle reste célèbre pour ses portraits de rue, notamment pour ses photographies titrées Identical Twins, Roselle, New Jersey, 1967 et  Child with Toy Hand Grenade in Central Park et pour ses portraits de personnalités publiés dans des magazines tels que Esquire, Harper's Bazaar, The Sunday Times Magazine (en) ou Artforum.
Diane Arbus est également connue pour ses photographies visant la normalisation des groupes marginaux tels que les personnes en situation de handicap mental, les personnes atteintes de nanisme, les danseuses exotiques, les stripteaseuses , les forains, les nudistes, etc.
En 1972 la Biennale de Venise expose ses clichés ce qui est une première concernant les photographes américains.

## Biographie

### Jeunesse et formation
Diane Arbus, née Diane Nemerov le 14 mars 1923 à New-York, est la seconde des trois enfants et la fille aînée de David Nemerov et de Gertrude Russek épouse Nemerov. L'un de ses frères est le futur poète Howard Nemerov. Ses parents de confession juive sont des migrants d'origine russe venus de Kiev qui se sont installés à Brooklyn,,,,,,,.
Son grand-père maternel Frank Russek (en), un Polonais venu de la ville de Bolesławiec s'est installé à New-York où avec son frère  Isidore H. Russek, il crée en 1897, le magasin de vente de fourrures, le Russeks (en). Le magasin devient prospère, tant et si bien qu'en 1913, il peut être transféré sur la Cinquième avenue,,.
Pendant son enfance, elle suit les offices au Temple Emanu-El de New York.
Sa sœur cadette Renée Nemerov nait le 13 octobre 1928, alors qu'elle est âgée de cinq ans.
Diane Nemerov suit sa scolarité primaire et secondaire à la Ethical Culture Fieldston School (en),,.

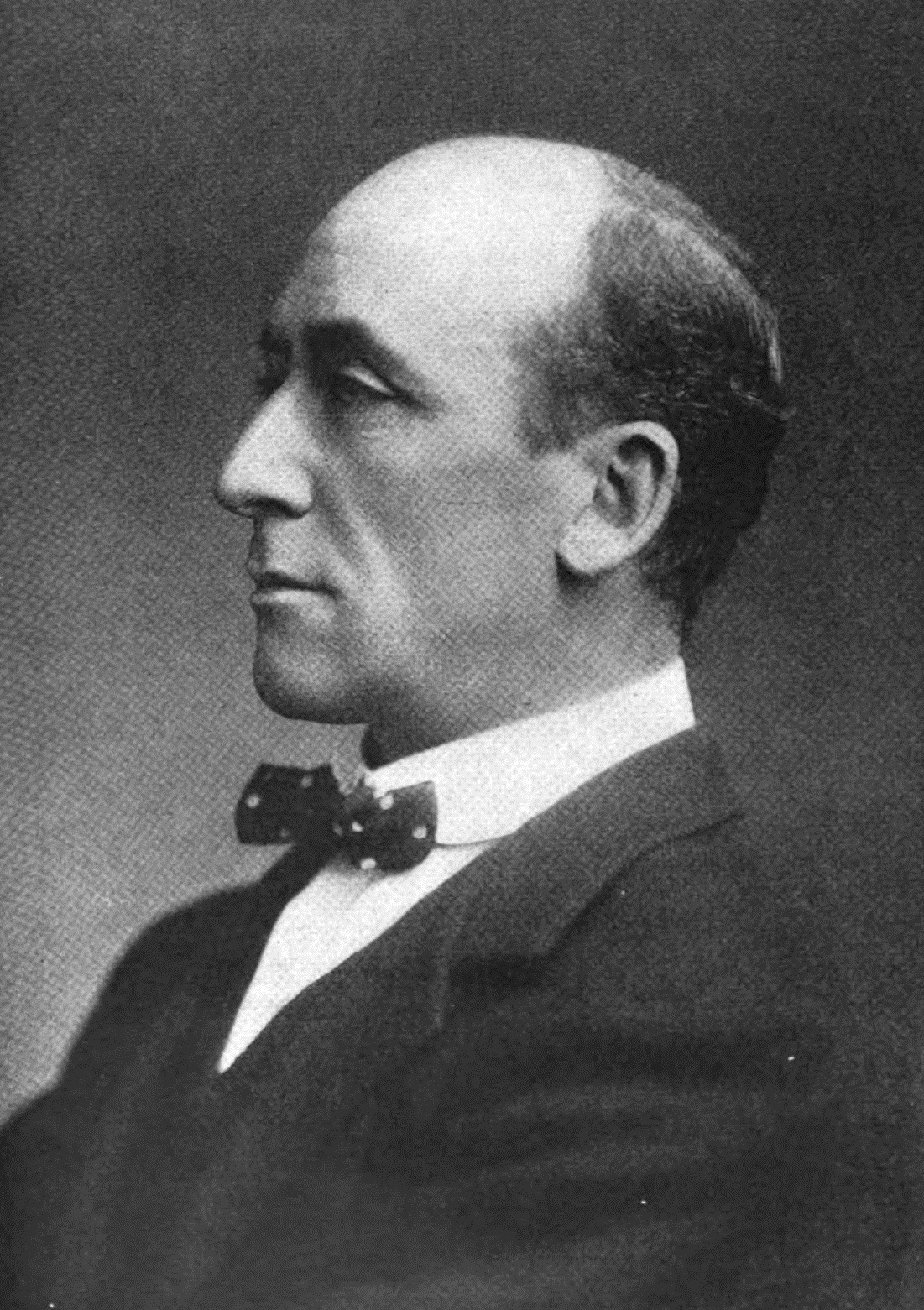
Portrait de Algernon Blackwood.

Par ailleurs, elle s'intéresse aux mythes, rites, récits de quêtes et légendes, c'est pourquoi elle lit les romans de Algernon Blackwood qui citent des anecdotes issues des textes de la mythologie grecque, de Homère, de Dante et de Shakespeare.
Son livre préféré est le roman Alice au pays des merveilles de Lewis Carroll ainsi que Jane Eyre de Charlotte Brontë et Wuthering Heights (« Les Hauts de Hurlevent ») de Emily Brontë et autres récits de Fantasy et de romans gothiques ,,.

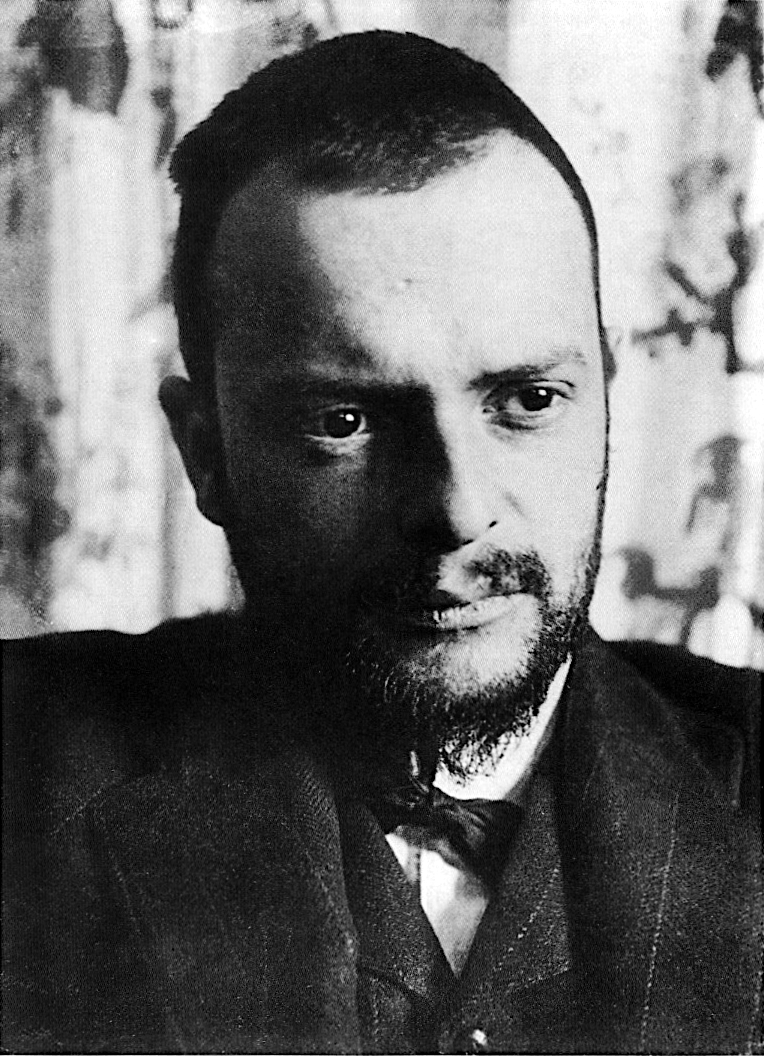
Portrait de Paul Klee réalisé en 1911.

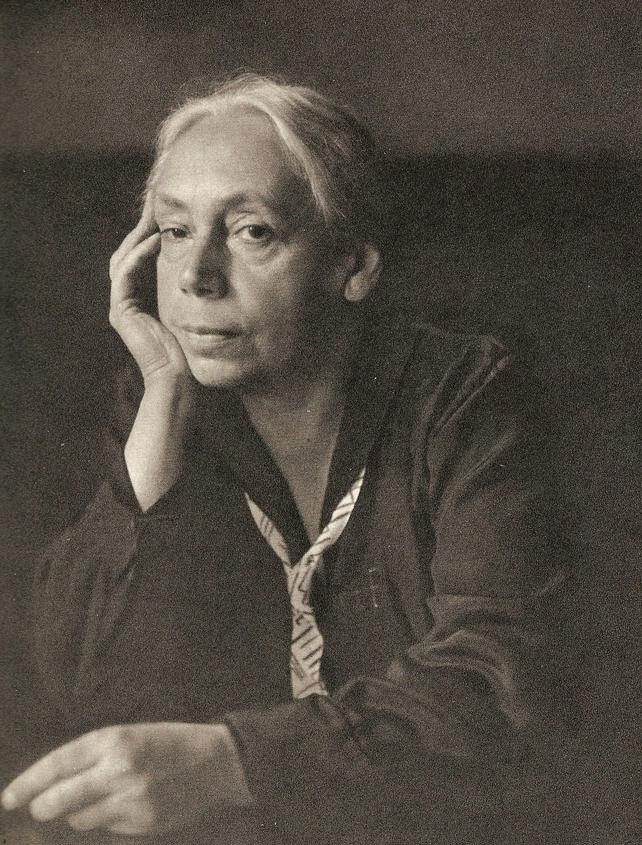
Portrait de Käthe Kollwitz réalisé par Hugo Erfurth en 1927

Durant ses études secondaires, elle s'investit plus particulièrement dans les cours de dessin, de peinture, de poterie, ses artistes préférés sont Käthe Kollwitz et Paul Klee,,.
En 1940, après l'obtention du diplôme de fin d'études de la Fieldston School (en) dans le Bronx, Diane Nemerov ne souhaite pas poursuivre des études universitaires, mais suit des cours de styliste,.

### Un mariage précoce
En 1937, alors qu'elle est âgée de 14 ans, Diane Nemerov tombe amoureuse d'Allan Arbus alors étudiant au City College of New York et qui travaille dans le rayon consacré à l'art du magasin Russeks (en) et qui pour projet de devenir acteur. Il est issu d'une famille juive originaire de Varsovie. Elle parle à ses parents de son amour et qu'elle souhaite l'épouser tout de suite alors qu'elle n'a que 14 ans, à cette annonce ses parents sont estomaqués. Faisant fi de l'opposition de ses parents, Diane Nemerov voit Allan Arbus en cachette,,,.
L'idylle aboutit à leur mariage qui est célébré le 10 avril 1941 de façon confidentielle dans l'appartement d'un rabbin, alors que Diane Nemerov épouse Arbus n'a que 18 ans. Cérémonie qui a lieu malgré le refus de ses parents qui voient d'un mauvais œil cette union avec un homme issu d'une classe pauvre, c'est une mésalliance. Mais vu l'obstination de leur fille ils l'ont accepté et même publient l'événement dans le numéro du New York Times paru le 3 mars 1941,,,.

### La seconde Guerre mondiale
Pendant la seconde Guerre mondiale, en 1941, peu de temps après l'attaque de Pearl Harbour, Diane Arbus et Allan Arbus emménagent dans un appartement situé sur la West 38th street (« 38e rue Ouest ») de New York.
De son côté son côté, Howard Nemerov, le frère de Diane Arbus tente de s'engager dans l'United States Air Force mais il est réformé, alors il s'engage dans la Royal Canadian Air Force (« Aviation royale canadienne. ») et participe à une cinquantaine de missions aux côtés de la Royal Air Force (« Force aérienne royale »).

#### L'initiation à la photographie
En 1943 le jeune couple emménage à Fort Dix dans le New Jersey car Allan Arbus vient d'être enrôlé au sein de l'United States Army Signal Corps (Corps des transmissions de l'armée des États-Unis) qui lui font suivre des cours de photographie dans une école à proximité de Fort Monmouth (en). Pour se rapprocher de lui, Diane Arbus loue un appartement d'une pièce à Red Bank, elle y installe une chambre noire dans la salle de bains La nuit il partage ses connaissances avec Diane Arbus,.
C'est alors que Diane Arbus commence à prendre des photos à tour de bras, notamment des baleines  qui viennent s'échouer sur les plages du New Jersey.

#### Naissance de Doon Arbus
Au mois de mai 1944, Allan Arbus est muté dans le quartier Astoria dans l'arrondissement de New York du Queens pour photographier les entrainements militaires. Lui et Diane Arbus louent un appartement sur la Lexington Avenue. À la fin de l'année 1944, Allan Arbus est envoyé en Birmanie avec une unité de photographes, c'est à ce moment que Diane Arbus découvre qu'elle est enceinte, elle se photographie nue, elle montre le cliché à son ami Alexander Eliot avant de l'envoyer à son époux, ce dernier étant au loin, ses parents lui proposent de venir loger chez eux dans leur résidence de Park Avenue où ils lui ont préparé une chambre. Sentant son accouchement proche, elle demande à son amie Naomi Rosenblum (en) de l'accompagner à la maternité, loin de ses parents pour éviter les jugements, attentes des Nemerov. Sa fille Doon Arbus nait le 3 avril 1945,,,.

#### L'après-guerre
En 1946, un ami offre à Diane Arbus un Speed Graphic (en), elle commence à l'utiliser mais abandonne du fait de son poids et le flash ne la rassurait pas. Avant de jeter son dévolu sur un appareil photo, elle commence à suivre des cours auprès de Berenice Abbott.
Ses premières photographies prises après les cours sont des clichés de Howard Nemerov et son épouse Peggy Russel Nemerov dans leur appartement de la Troisième Avenue.
Cette même année, Allan Arbus est de retour après sa démobilisation, lui, Diane Arbus et leur enfant emménagent dans un appartement de la 77° rue entre Broadway et la West End avenue. Les projets d'Allan Arbus ont changé, suite à son poste de photographe à l'armée il ne veut plus être acteur mais photographe de mode et demande à Diane Arbus d'être son assistante. Cette dernière ayant donné son accord c'est son père David Nemerov qui leur offre des équipements photographiques du dernier cri,.

### Carrière professionnelle
La photographie de mode américaine est fortement influencée par les production de Edward Steichen, Louise Dahl-Wolfe, John Rawlins, Erwin Blumenfeld et de Horst P. Horst, les photographies de chacun d'entre eux figurent sur la couvertures des magazines Vogue et Harper's Bazaar et ont connaitre à Paris les robes de la styliste américaine Claire McCardell.

#### Premiers clients
Parmi leurs premiers clients il y a Eileen Ford qui dirige l'agence de mannequins Ford Model Management qui les engage pour photographier ses mannequins, dont Dorian Leigh, cela pour rémunération de 75 $ par mois. Puis vient Bonwit Teller (en) qui les engage et leur verse la somme de 50 $ par clichés. Grâce à ces commandes, Allan Arbus et Diane Arbus étoffent leur portfolio qu'ils montrent à diverses agences publicitaires dans l'espoir d'obtenir de nouveaux clients.

#### Le groupe Condé Nast
En janvier 1947, Allan et Diane Arbus sont invités à se rendre dans le bureau de Tina Fredericks la directrice artistique du groupe Condé Nast, cette dernière après avoir consulté leur portfolio, le transmet à Alexander Liberman le rédacteur en chef du groupe qui supervise Vogue, Glamour, Mademoiselle, House & Garden (magazine) (en), Self et Vanity Fair. Alexander Liberman par l'intermédiaire  de Tina Fredericks fait une première commande auprès de Allan et Diane Arbus pour illustrer un article du numéro de mai 1947 du magazine Glamour. Satisfait, Alexander Liberman leur fait des commandes régulières pour Glamour et Vogue, si bien que les locaux de Condé Nast situé dans le Graybar Building (en) sur la Lexington Avenue deviennent leur second bureau,,,,.
En 1949, une photographie prise par Diane Arbus et Allan Arbus en tant qu'assistant fait la une de Vogue.

#### Les habitués des années 1947-1950
Parmi les habitués qui se rendent chez Allan et Diane Arbus il y a Cheech McKensie une mannequin de l'agence gérée par John Robert Powers (en) qui devient une amie de Diane Arbus par leurs échanges littéraires qui vont du Petit Prince aux Frères Karamazov et lui fait découvrir les tziganes de New York, il y a également Pati Hill et son époux Robert Meservey.
Il y a également Alex Eliot et son épouse Anne Eliot qui les rejoignent durant l'été 1948 dans l'île de Martha's Vineyard, où ils ont loué un cottage à Vineyard Haven, Massachusetts (en).

#### Première dépression nerveuse

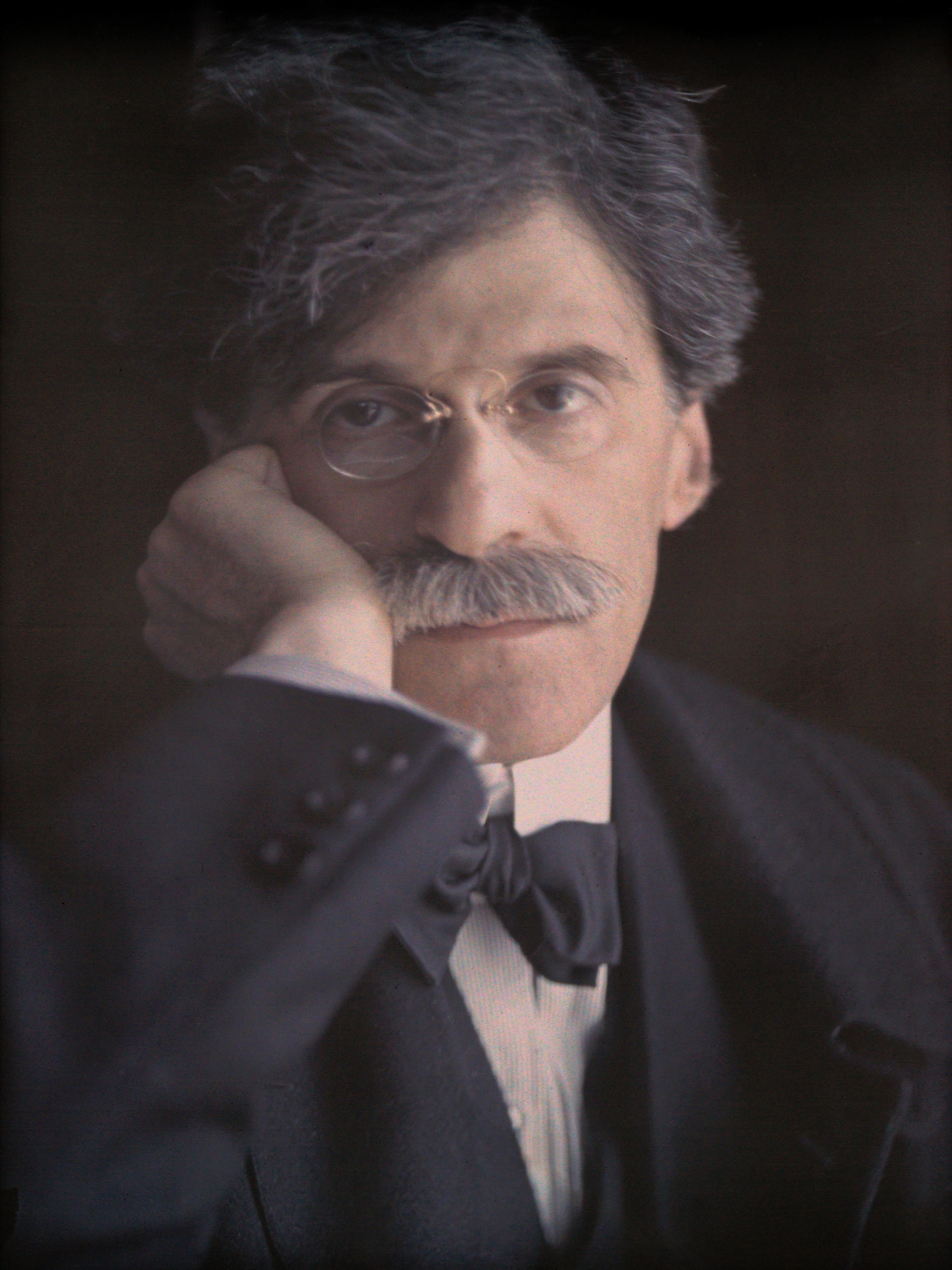
Autoportrait colorisé d'Alfred Stieglitz.

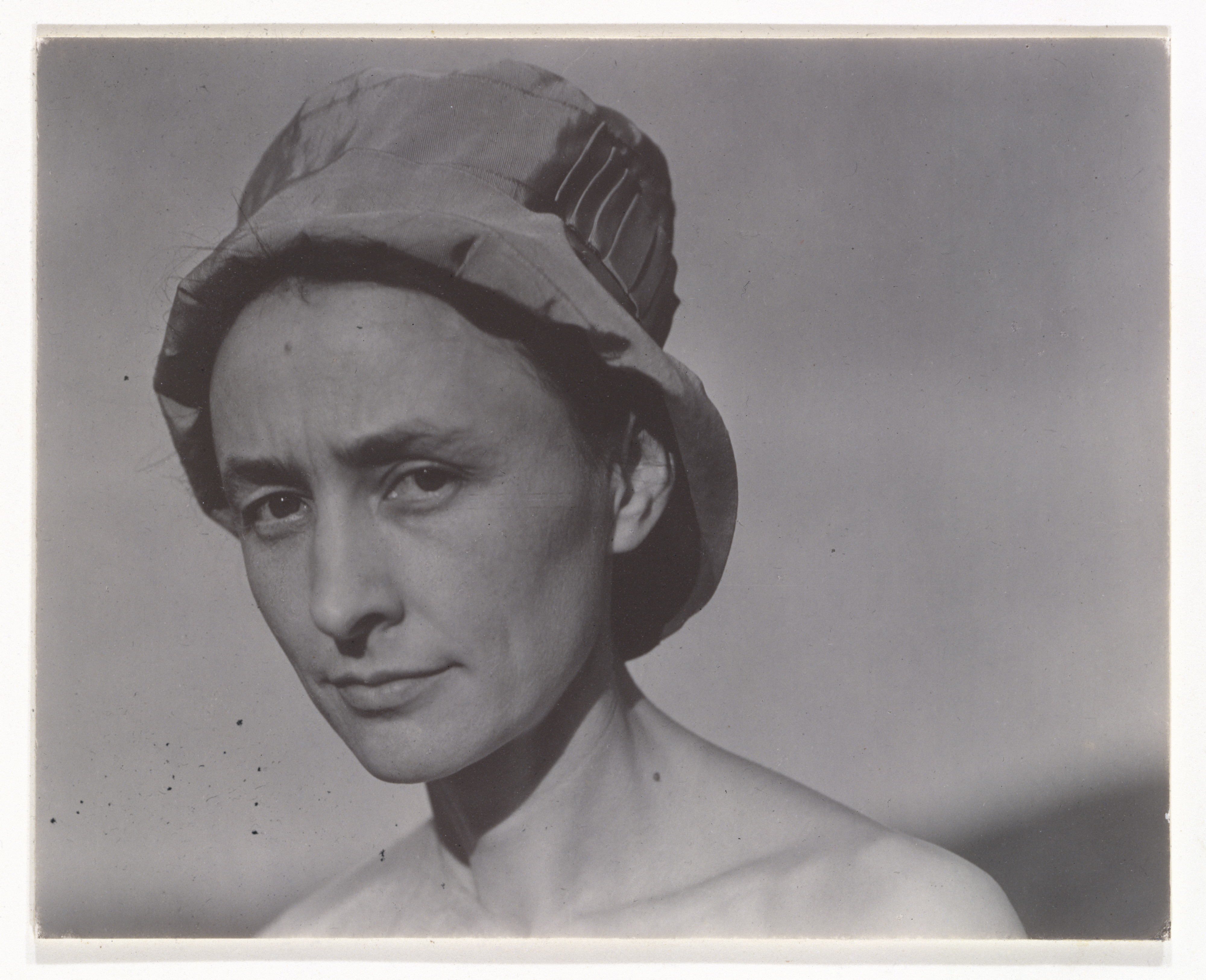
Photographie de Georgia O'Keeffe.

En juin 1950, Allan et Diane Arbus passent des vacances avec Tina Fredericks et son époux Rick Fredericks dans les Adirondacks. Allan Arbus veut en profiter pour se rendre au Lac George car son idole Alfred Stieglitz et Georgia O'Keeffe y ont passé des étés plusieurs années de suite. Pendant cette période Diane Arbus fait face à un épisode dépressif en faisant tout son possible pour le cacher.

#### Études des portraits
Durant l'année 1951, Diane Arbus accompagne Robert Bellamy qui lui fait découvrir les peintres Jane Wilson (en), Grace Hartigan, les peintres et sculpteurs Richard Stankiewicz et Larry Rivers. Elle décide d'étudier la peinture des portraits de Goya à Picasso et comment l'utiliser dans la photographie.

#### Nouvelles connaissances

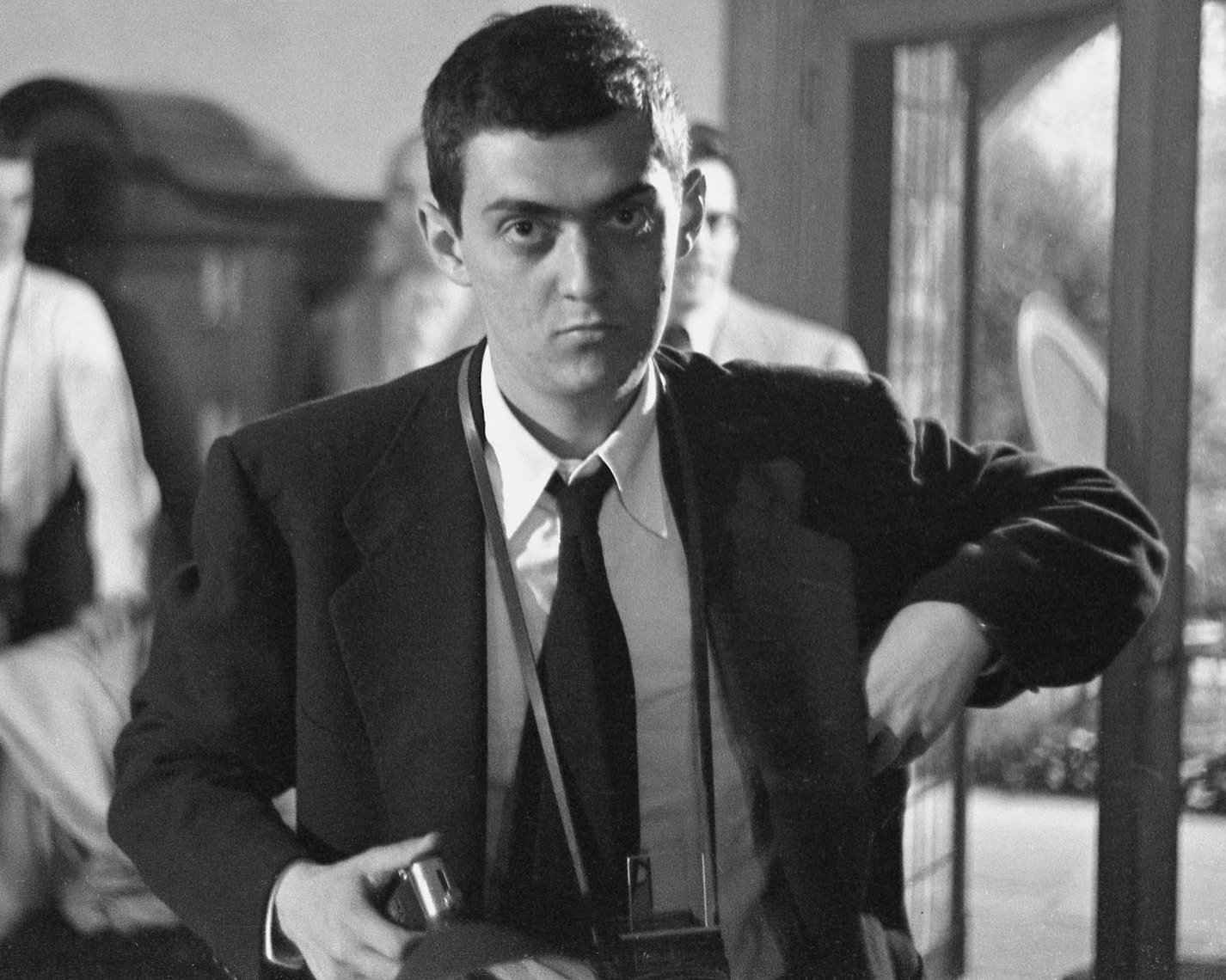
Portrait de Stanley Kubrick réalisé en 1949 par le photographe Phillip Harrington.

Diane Arbus continue de prendre des photographies de mode dans des lieux divers comme le Madison Square Garden ou Central Park. Elle apprécie la compagnie du jeune Stanley Kubrick, alors photographe pour le magazine Look ou le producteur de spectacles pour les théâtres de Broadway, Mort Gottlieb. Elle photographie également l'écrivaine Marguerite Lamkin pour illustrer un article de Glamour.

#### Voyage en Europe et tensions du couple Arbus
En décembre 1951, Allan Arbus décide de partir en Europe avec Diane Arbus et leur fille Doon Arbus pour une durée d'une année. Lors d'une halte à Tolède ils visitent le Musée du Greco, prennent plusieurs photos des peinture du peintre pour les envoyer au Time pour publication. Puis Diane Arbus pense pouvoir faire de même pour la chapelle Matisse à Vence, mais Allan Arbus s'y oppose car cette halte n'est pas prévue dans son planning ce qui afflige Diane Arbus,.
Lors de ce voyage les premières tensions entre Allan Arbus et Diane Arbus apparaissent.

#### Retour aux États-Unis

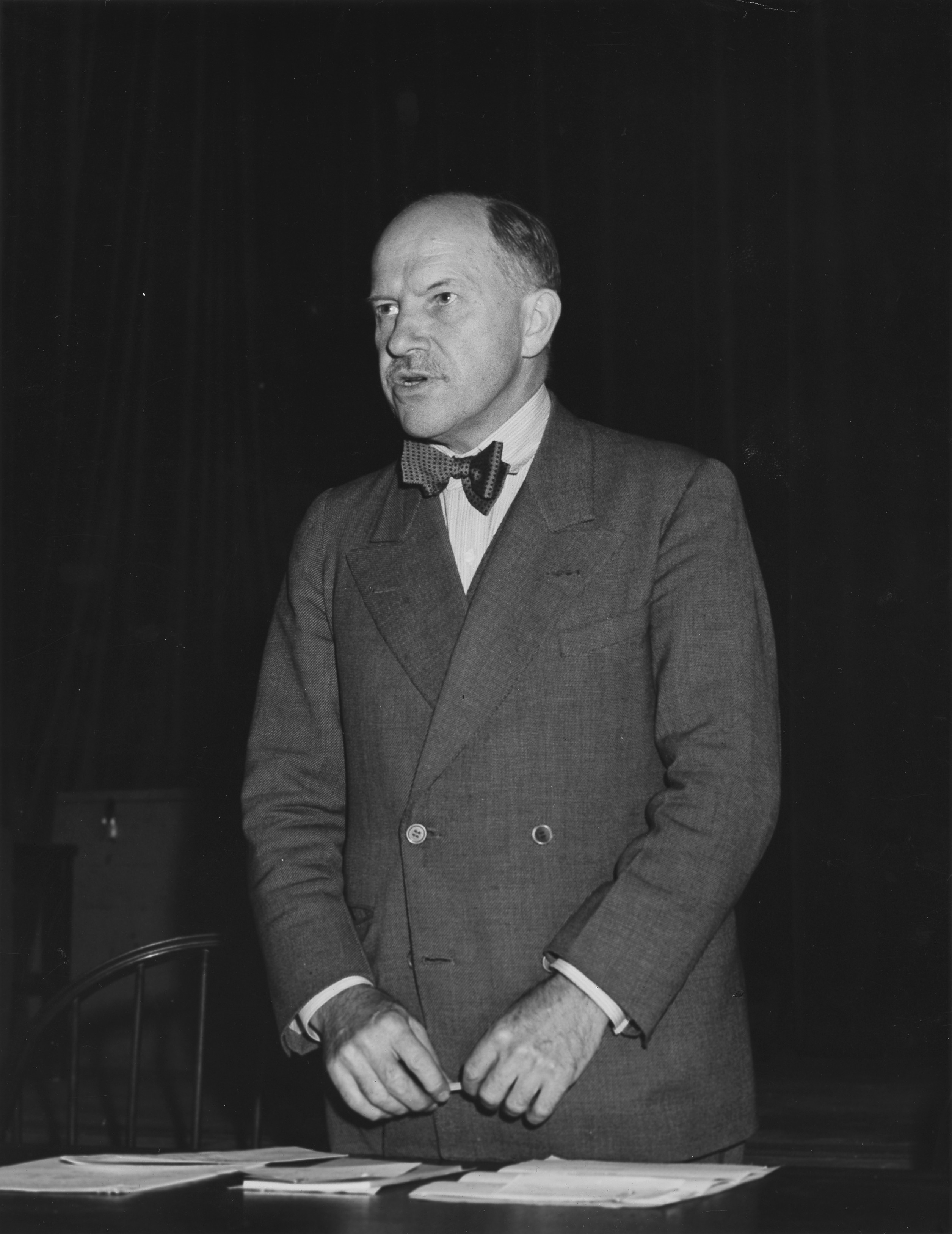
Photographie de Paul Manship prise en 1941.

À la fin du printemps 1952,  Allan Arbus et Diane Arbus embarquent sur le paquebot Île-de-France. En 1953, Diane Arbus est enceinte, et donne naissance à sa seconde fille  Amy Arbus qui naît le 16 avril 1954. Avec la venue de ce second enfant, le couple Arbus a besoin d'un appartement plus grand. Ce qui sera fait grâce à David Nemerov qui connaissant le maire de New York Vincent R. Impellitteri leur obtient un triplex au 319 East 72nd Street précédemment occupé par le sculpteur Paul Manship.
Peu avant la naissance de Amy Arbus, Allan Arbus et Diane Arbus embauchent comme assistant un jeune photographe japonais, Tod Yamashiro. Sur les conseils de Tod Yamashiro, Diane Arbus rejette l'utilisation de son ancien appareil photo pour lui préférer un Leica.

#### Young & Rubicam
Allan Arbus et Diane Arbus continuent de travailler pour Glamour, Vogue et Seventeen, leur notoriété est telle qu'ils sont recrutés par l'agence de publicité Young & Rubicam, celle-ci leur commande des clichés de la Greyhound Lines et de la Maxwell House qui seront publiés en pleine page du magazine Life.

#### La montée de la télévision
Au début de la télévision, il n'y a pas encore de publicité, alors que les agences de publicité versent des millions de dollars pour des campagnes publicitaires en faveur de différents produits : bières, automobiles, déodorants, cigarettes. Les magazines Life et Look regorgent de publicité et tous les photographes veulent une tranche du gâteau. Face à la menace de la venue de spots publicitaires Allan Arbus et Diane Arbus organisent des diners où sont présents les directeurs des principales agences publicitaires, espérant par la même occasion obtenir de nouvelles commandes.
Diane Arbus en juillet 1953, Diane Arbus prend une série de clichés de la mannequin et actrice Nancy Berg (en) une des top modèles de l'époque. 

#### Apogée du photojournalisme
Pendant les années 1950, New York est la Mecque des photographes tels que Art Kane, Ruth Orkin, Jerome Liebling (en) ou Roy DeCarava, ces derniers font partie des piliers du photojournalisme à son apogée de sa diffusion dans les grands magazines.  

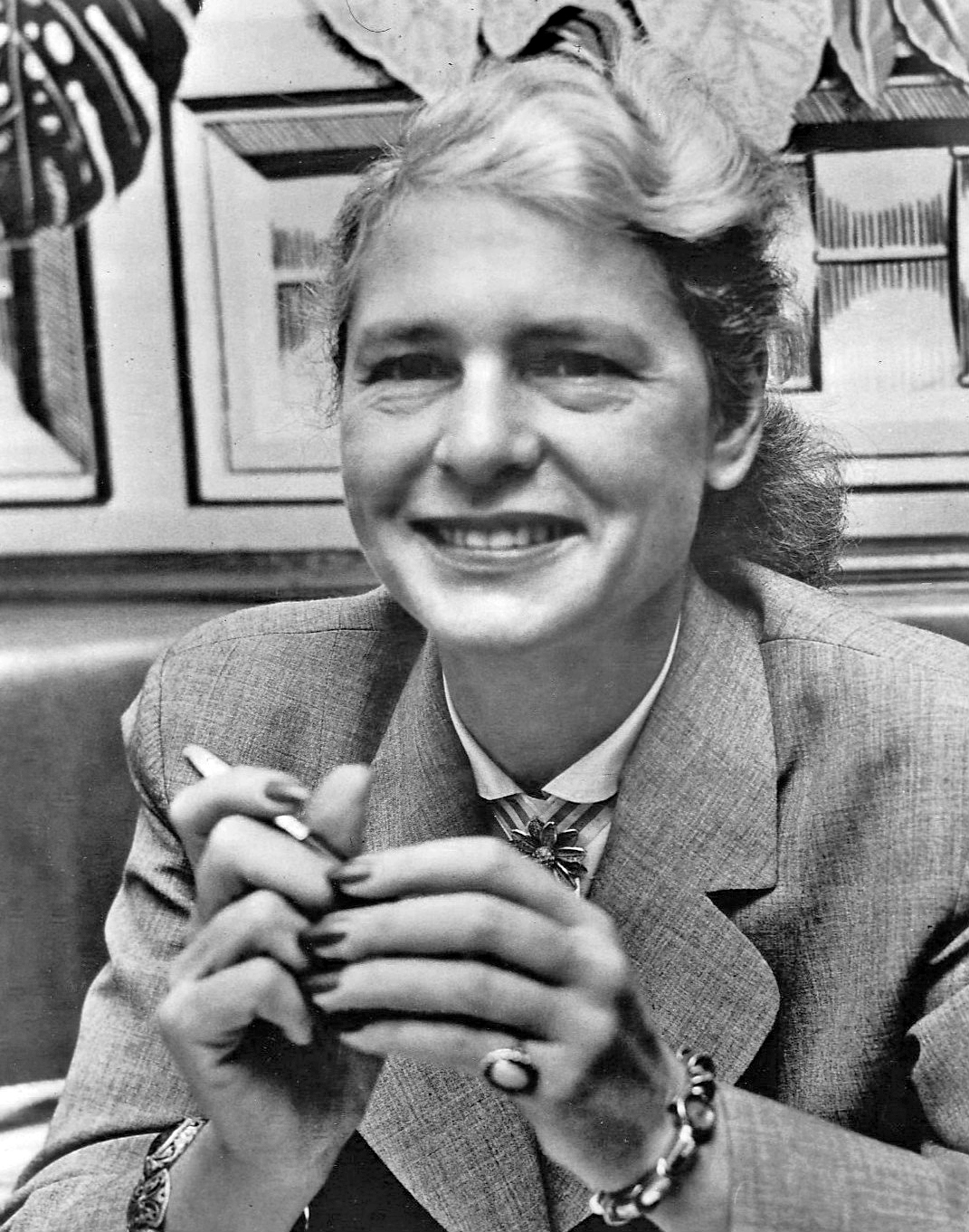
Margaret Bourke-White photographiée en 1955.

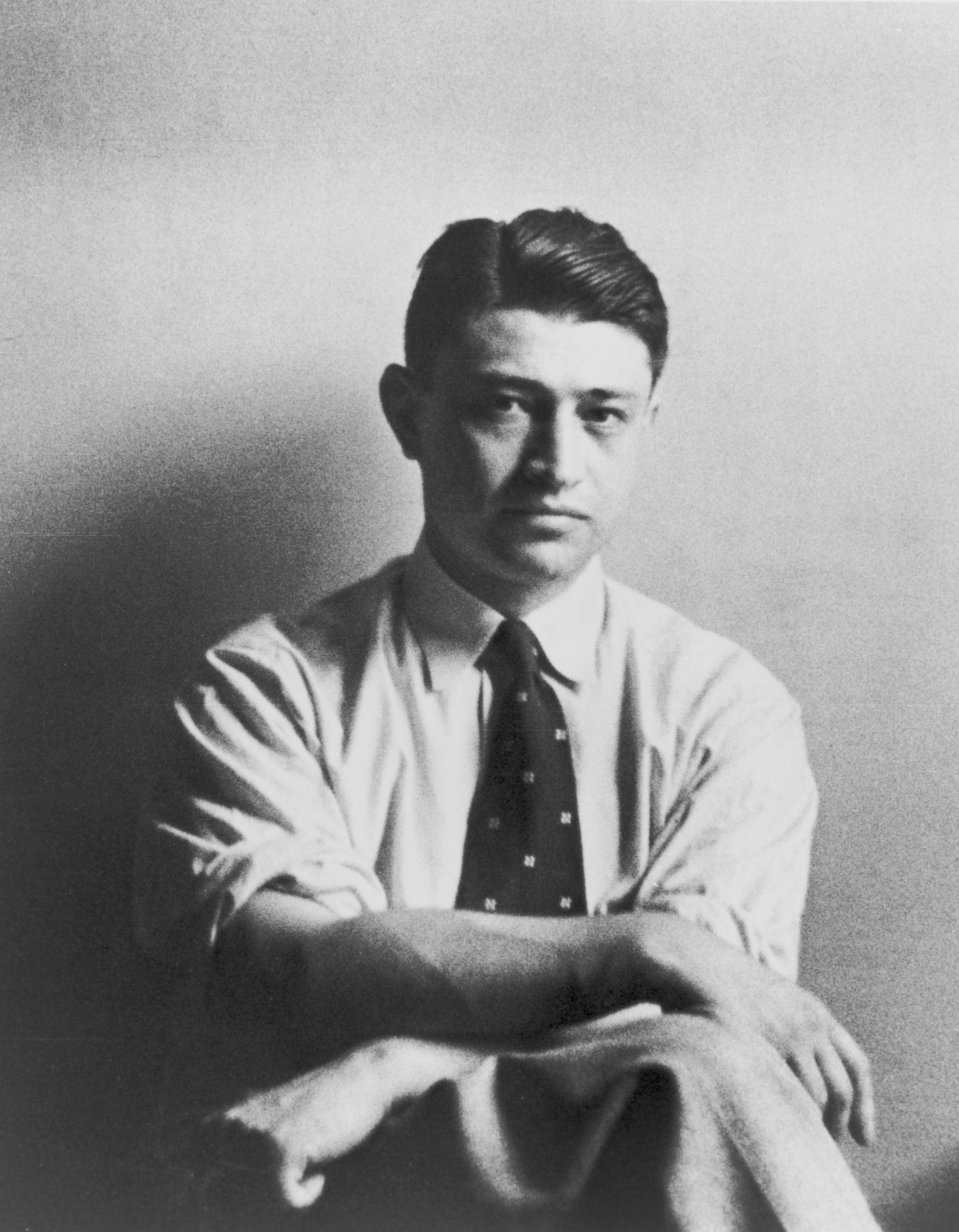
Portrait du photographe Carl Mydans.

Le photojournalisme est devenu un média qui influence la manière de voir les événements, comme par exemple les photos de Life réalisées par Margaret Bourke-White, Leonard McCombe (en), Carl Mydans, Philippe Halsman ou William Eugene Smith. 

#### Les commandes continuent
Allan Arbus et Diane Arbus reçoivent toujours des commandes de la part des magazines Glamour et Vogue, malgré le fait que Irving Penn soit devenu la nouvelle "star" du groupe Condé-Nast et que pour Alexey Brodovitch le directeur artistique du Harper's Bazaar, Richard Avedon soit son photographe préféré.

#### Les épisodes dépressifs se multiplient
Depuis le début de la décennie des années 1950, Diane Arbus doit faire face à plusieurs épisodes dépressifs qui deviennent avec le temps de plus en plus intenses. Dépression probablement héritée de sa mère Gertrude Nemerov. Sa soeur Renée et son époux Roy Sparkia signalent le manque d'intérêt de Duane Arbus envers son proche entourage, qu'elle est « souvent déprimé et particulièrement mélancolique ».  Allan Arbus, inquiet et dépassé, se rend souvent consulter des spécialistes au Knickerbocker Hospital (en) pour savoir comment se comporter face à une situation de plus en plus compliquée.
En 1954, Renée et Roy Sparkia quittent New York pour vivre à Frankfort dans l'Etat du Michigan, Renée Sparkia pour travailler ses sculptures et Roy Sparkia ses romans. Malgré la distance,  Renée Sparkia téléphone régulièrement et longuement à sa soeur Diane Arbus pour s'enquérir de son état, elle l'invite à passer du temps avec elle, en vain ! Diane Arbus repousse ses sollicitations sous prétexte du travail. De fait, Allan Arbus et Diane Arbus sont submergés par des commandes venant de Glamour et de Seventeen au point qu'ils ne peuvent toutes les satisfaire. 

#### Crises
En 1956, Diane Arbus déclare qu'elle ne peut plus supporter le monde de la mode, même qu'elle le hait. En 1957, éclate régulièrement en sanglots, sans raison apparente.

#### Alexey Brodovitch

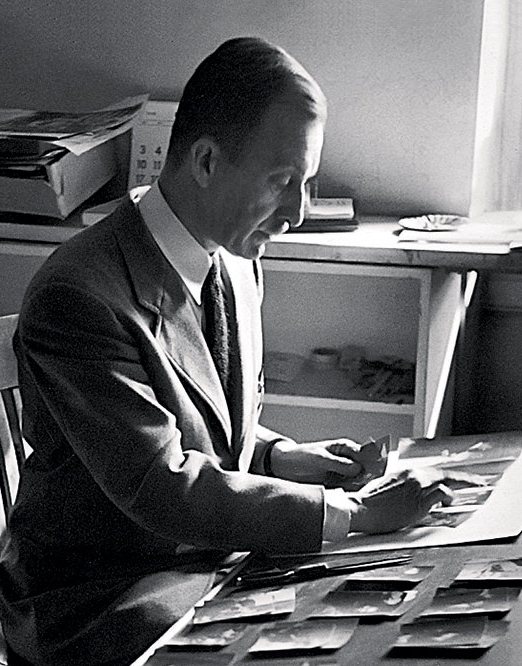
Photographie de Alexey Brodovitch prise en 1950

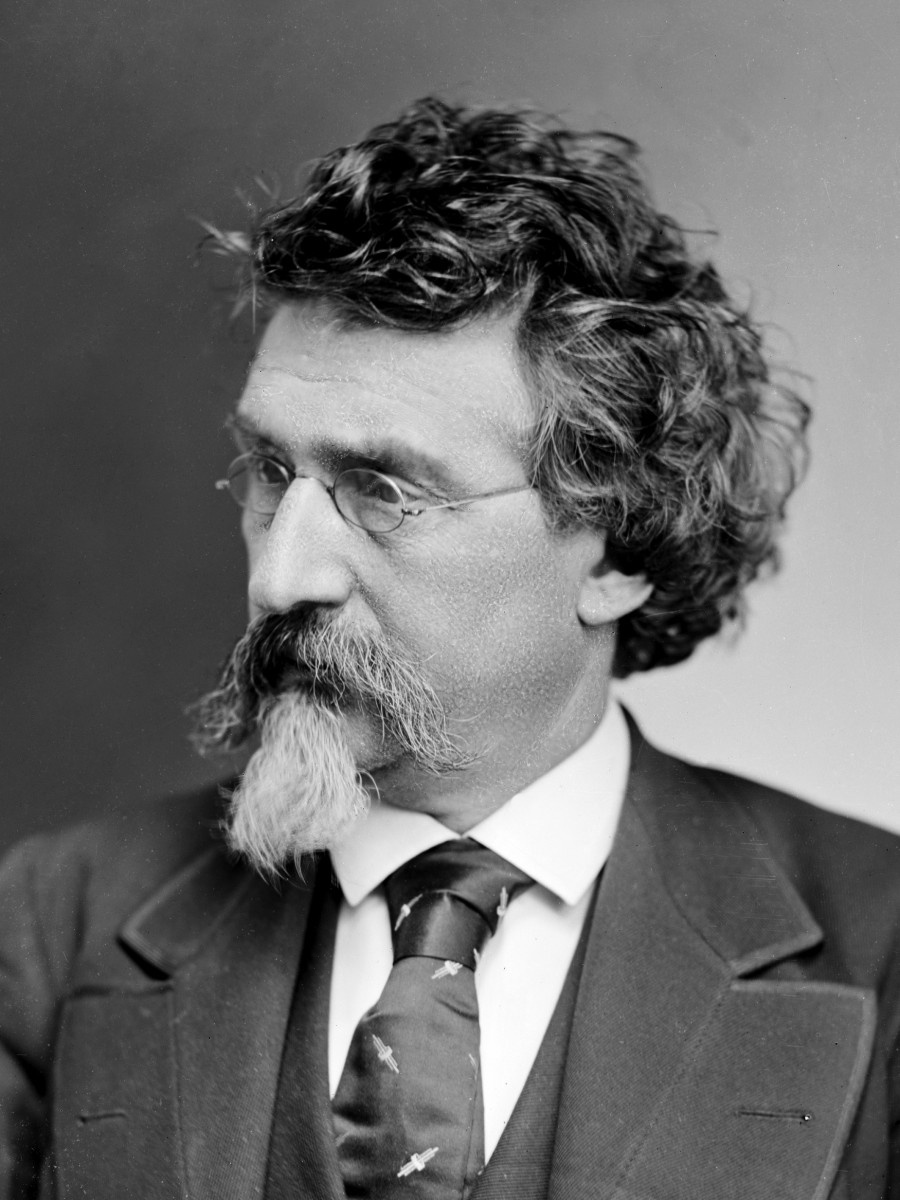
Portrait de Mathew Brady réalisé en 1875.

À cette même année, Diane Arbus suit des cours auprès d'Alexey Brodovitch qui anime un atelier à la New School.  Ce dernier est connu pour être un spécialiste du documentaire photographique aux côtés de Brassaï, Billy Brandt et Lisette Model, qui tous sont publiés au sein du Harper's Bazaar. Elle découvre qu'il n'est pas seulement âgé et souffreteux mais aussi profondément mélancolique et quitte son atelier pour étudier le fondateur de la photographie Nicéphore Niépce, ainsi que les photographes du XIX° siècle tels que Julia Margaret Cameron ou Mathew Brady, puis Paul Strand comment il fut inspiré par le cubisme, Lewis Hine ainsi que ses collègues contemporains comme Louis Faurer et Robert Frank,,,,.

#### Lisette Model
Mais plus que les autres, Diane Arbus est impressionnée par Lisette Model, notamment pour ses photos de style   grotesque, grotesque de la pauvreté, grotesque de la vieillesse.
Lisette Model s'est fait connaitre en 1940 par la publication dans les colonnes du PM (newspaper) (en) de ses photos de flambeurs Français et de riches oisifs déambulant sur la promenade des Anglais à Nice, ensemble de clichés parus sous le titre de Why France Fell (« Pourquoi la France est tombée »). Ces photos ainsi que d'autres prises à Coney Island sont exposées en 1941 au Museum of Modern Art. 

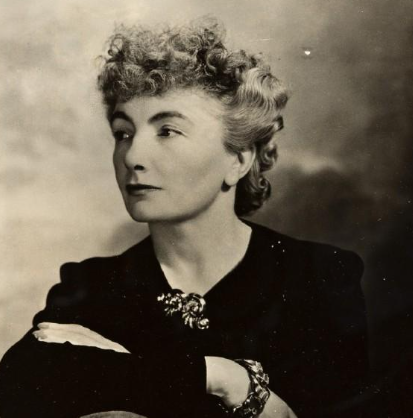
Portrait de Carmel Snow.

Dans les années 1940, les photographies de Lisette Model sont régulièrement publiées au sein du magazine Harper's Bazaar, elle travaille également avec Carmel Snow et Alexey Brodovitch. Elle a pris une série de clichés sur les passants quand ils se rendent à Wall Street, quand ils sortent des bouches du métro, quand ils se pressent le pas le long des trottoirs quand ils font la queue devant le Radio City Music Hall, ces différentes prises de vue représentent pour elle la hâte, l'énergie, le rythme de vie new-yorkaise. 
Lisette Model prend également des photos des migrants vivant dans le Lower East Side, une de ses photos celle d'une femme obèse en train de rire au milieu des vagues, symbole de la vitalité des femmes fait la une du magazine Aperture. Certains de ses clichés sont refusés comme ceux de délinquants noirs à Harlem, Look les refuse préférant des photos de délinquants blancs. Elle passe quelques mois avec la troupe de danse dirigée par l'Afro-Américaine Pearl Primus, les photos prises à l'occasion sont refusées par le magazine Harper's Bazaar car William Randolph Hearst ne veut pas de photos de Noirs dans ses magazines. 
Lisette Model quitte le  le magazine Harper's Bazaar en 1951 et donne des conférences sur la photographie à New York, en particulier à la New School,  et à San Francisco où elle fait la connaissance d'Imogen Cunningham et de Dorothea Lange qui deviennent des amies.  
Dans le milieu des années 1950, Lisette Model est réputée pour son œuvre. En 1952, Minor White à l'occasion de la parution de premier numéro de son magazine Aperture publie en première page une photographie de Lisette Model. 
En 1953, ses prises de vue sont exposées au Museum of Modern Art, où elle donne régulièrement des conférences. 
C'est en 1955, lors de l'exposition The Family of Man organisée par Edward Steichen pour le Museum of Modern Art que Diane Arbus téléphone à Lisette Model pour lui demander si elle peut acheter une de ses photos, que ce soit un original ou une copie, elle lui répond qu'elle n'a nulle intention de vendre un de ses clichés, mais Diane Arbus persiste, alors Lisette Model l'invite à participer à l'un de ses cours à la New School, Diane Arbus s'y inscrit en 1958,. Elles ont leur première conversation lors d'une sortie universitaire dans le Lower East Side. À ses questions sur les prises de vues, I want to photograph what is evil (« Je veux photographier ce qui est maléfique, dangereux et nuisible ») Lisette Model lui dit Evil or not, if you don't photograph what yout are compelled to photograph, then  you' ll never photograph (« Maléfique ou pas, si vous ne photographiez pas ce que vous êtes obligé de photographier, alors vous ne photographierez jamais quoique ce soit. »). 
Occasionnellement, Diane Arbus rend visite à Lisette Model dans son appartement sur Grove Street puis plus tard dans son appartement sur Sheridan Square, où elles discutent jusqu'à la tombée de la nuit, développant ainsi une grande amitié. 

#### Photographier les personnes considérées comme marginales
En 1954, Diane Arbus photographie les enfants de migrants qui vivent à Spanish Harlem.
Désormais grâce à Lisette Model, Diane Arbus va se confronter à des populations qu'elle redoutait auparavant. Elle se sent de plus en plus attirée par les personnes marginales, auxquelles elle s'identifie comme les monstres de foire, les gays, les lesbiennes, les personnes en situation de handicap, les malades, les estropiés, les mourants, mais contrairement à la majorité, elle les traite avec humanité, et les photos qu'elle prend de ces personnes forment un univers non seulement original, mais unique .   

##### Les personnes tatouées
Quand elle prend la Ligne D du métro de New York en direction de Coney Island, elle y remarque sur la Stillwell Avenue, un hôtel où résident des personnes âgées visiblement désorientées et les prend en photos à de multiples reprises et photographie des Portoricaines tatouées ainsi que d'autres personnes tatouées.   
Sa grande difficulté est d'aller au-delà de sa timidité pour prendre des clichés des personnes tatouées et de tatoueurs, de vaincre l'apathie liée à sa dépression. Pourtant à chaque fois qu'elle aborde une personne pour la photographier, elle le fait avec tant de gentillesse que la personne accepte, mais ce n'est qu'une façade, elle même le dit : I was terrified most of the time (« La plupart du temps, j'étais terrifiée »).   
Dans un premier temps, Diane Arbus photographie les personnes dans leur environnement puis elle se déplace pour se rapprocher au plus près d'elles. Le critique Peter Bunnell (en) écrit : She learned from Model that in the isolation of the human figure we can mirror the essential aspects of society (« Elle a appris de Model que c'est par l'isolement de la figure humaine, nous pouvons refléter les aspects essentiels de la société. »),.   

#### Déménagement
En 1958, Allan et Diane Arbus et leurs deux filles s'installent dans un duplex dans une élégante maison de ville située dans la East 68th Street. Chaque matin Diane Arbus accompagne sa fille Doon Arbus à l'arrêt du bus scolaire qui l'emmène à l'école Rudolf Steiner,.

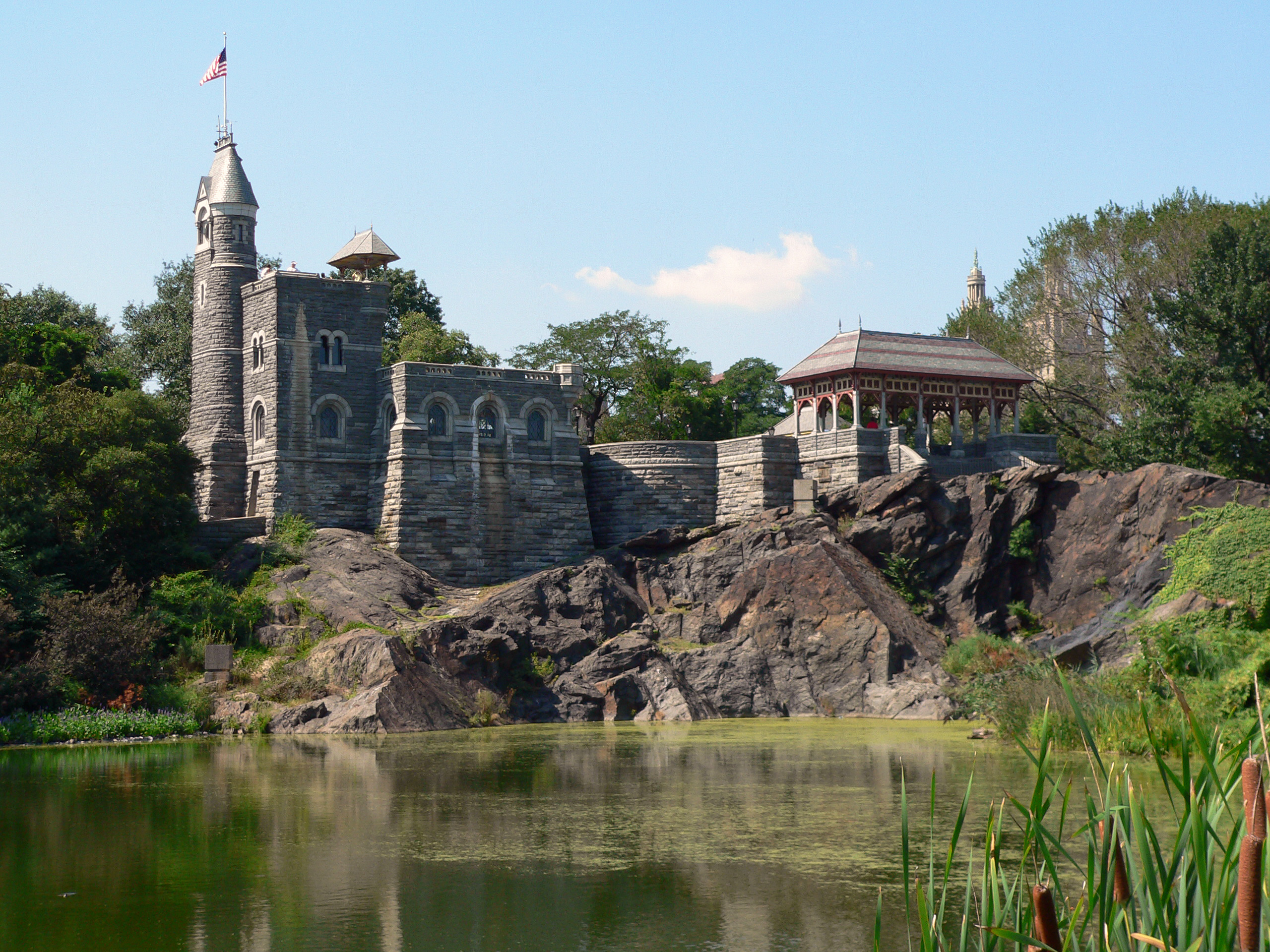
Château du Belvédère de Central Park.

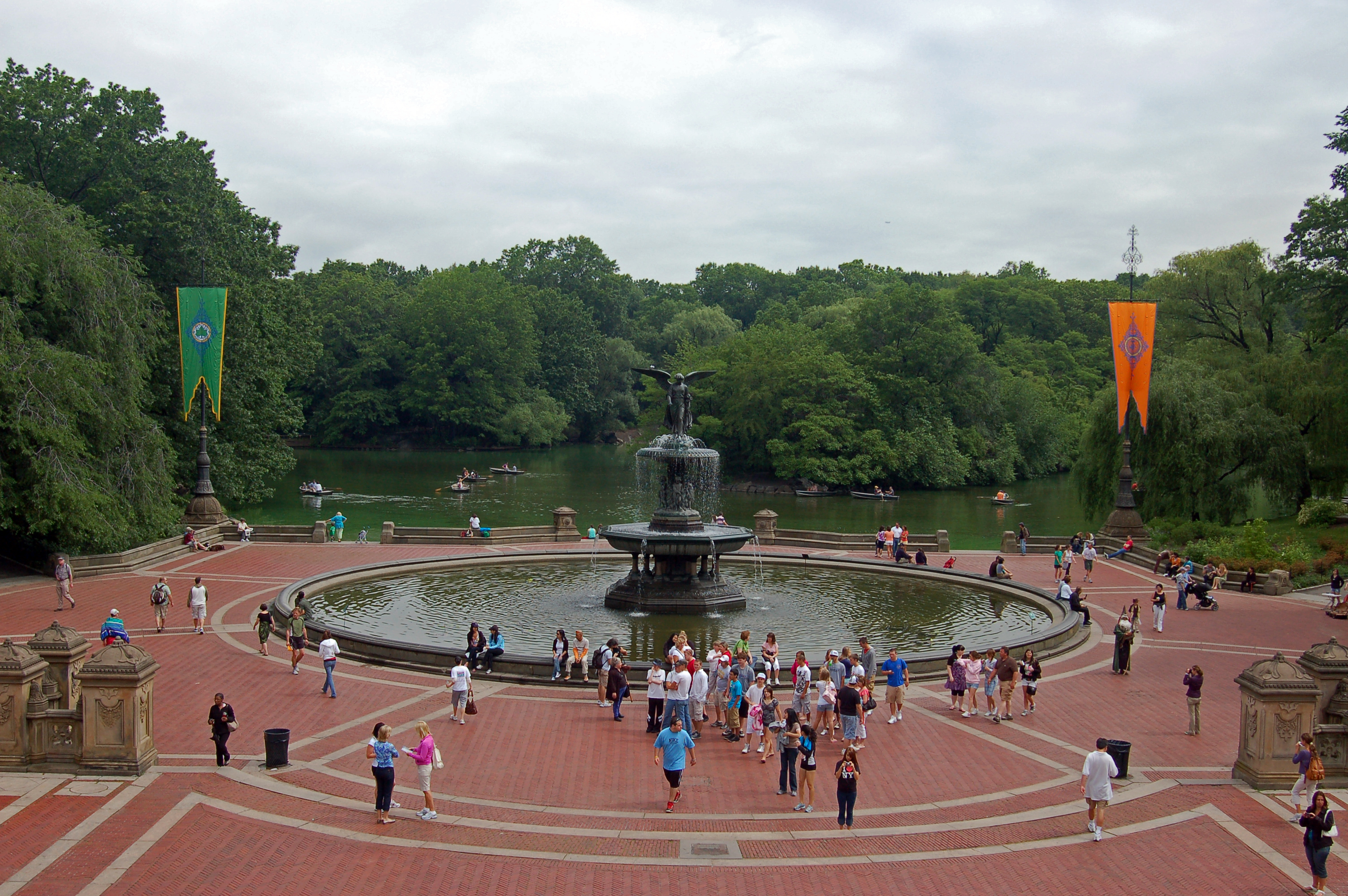
Fontaine Bethesda de Central Park.

Les après-midi elle se promène avec sa fille Amy Arbus dans les parties de Central Park telles que  Sheep Meadow ou celui de Cherry Hill et également le Château du Belvédère, la Fontaine Bethesda et le Gapstow Bridge.
Durant cette période, Diane Arbus continue de travailler pour les magazines Vogue et Glamour du groupe Condé Nast.

#### Succès littéraires de Howard Nemerov
Les liens entre Diane Arbus et son frère Howard Nemerov sont quelque peu distendus malgré les nombreuses invitations comme le rapporte Peggy Nemerov, l'épouse de Howard Nemerov. Ce dernier vient de se remettre d'une dépression aiguë, malgré le succès de ses romans. Il crée le département de littérature au sein du Bennington College avec l'aide de Stanley Edgar Hyman, et invite Bernard Malamud  à y enseigner.
Diane Arbus est quelque peu jalouse du succès de son frère, mais en même temps, elle est heureuse lorsqu'il obtient une bourse décernée par The Kenyon Review (en) et quand son troisième recueil de poèmes, The Salt Garden, publié en 1955, est bien accueilli par la critique comme celle du New York Times.

#### Faillite des magasinsRussek
Les magasins Russek, dont le dernier s'est ouvert en 1955 au Savoy-Plaza Hotel (en), sont rachetés par un groupe, conséquence d'un déficit de 120 millions $, aussi Diane Arbus rend-elle visite à son père pour être présente à ce désastre. Lors d'une visite, elle fait la connaissance de l'acteur Robert Brown qui vient souvent accompagné par l'actrice Sybille Pearson (en) et quelque fois par l'actrice Tammy Grimes et de son mari Christopher Plummer. Une fois ses enfants au lit, Diane Arbus ne se lasse pas d'écouter Robert Brown raconter comment Sybille Pearson a été auditionnée pour la pièce d'Arthur Miller A View from the Bridge.

#### Influences? Robert Frank
Diane Arbus a toujours refusé qu'elle ait pu être d'une manière ou d'une autre influencée par le photographe Robert Frank, bien qu'elle cite souvent ce dernier et son livre de photographies Les Américains comme étant un tournant majeur de la photographie documentaire. Robert Frank et son épouse la sculptrice Mary Frank (en) sont des artistes comme il y en a tant à Greenwich Village et dans le Lower East Side, il connait le marchand d'art Richard Bellamy (art dealer) (en) ainsi que des peintres Elaine de Kooning et Alice Neel, du poète Allan Ginsberg, du romancier William Burroughs et autres.
En 1947, Robert Frank et son épouse s'installent à New York, et là il prend des photographies pour les magazines Fortune, Life, Harper'Bazaar, il touche 50 $ par cliché, ce qui lui permet de subvenir aux besoins de sa famille. Grâce à Louis Faurer, il est employé par le New York Times. Louis Silverstein (en) le directeur artistique du New York Times dit au sujet de Robert Frank : Robert was one of the most innovative photographer I've worked with (« Robert était l'un des photographes les plus innovants avec lesquels j'ai travaillé »). 
En 1958, Robert Frank jette un pont entre l'art et la contre-culture. Ses amis font l'expérience de l'Hindouisme en même temps que celles du LSD de la mescaline et ses amis sont les peintres Jackson Pollock, Helen Frankenthaler, Mark Rothko, Clyfford Still et Franz Kline, Myron Stout (en), le sculpteur George Segal et le marchand d'art Richard Bellamy (art dealer) (en) qui organise ses expositions à la galerie Hansa en face de Central Park. 
Lorsque Diane Arbus fait la connaissance de Robert Frank c'est en 1959 alors qu'il travaille avec Jack Kerouac et Alfred Leslie (en) pour leur film Pull My Daisy.

#### Marvin Israël
En 1959, Diane Arbus est une spectatrice assidue du Hubert Freak Museum qui est sur Broadway, spectacles qui lui procurent des frissons, elle y photographie les nains, un homme à trois jambes, une femme serpent, un homme sans main qui allume sa cigarette avec une allumette qu'il tient entre ses orteils, et autres "monstres de foire", elle est à la fois fascinée et effrayée. Elle y revient fréquemment, accompagnée par des amis, le photographe Joel Meyerowitz ou le poète Marvin Cohen (American writer) (en) et quelque fois par  l'illusionniste James Randi pour qu'il lui donne des réponses à ses questions,. 
Alors qu'elle se promène dans les parages de Times Square, Diane Arbus photographie des femmes se rendant aux toilettes automatiques, un passant s'arrête et lui dit que si elle photographie cela alors : You can photograph everyone in the world (« Vous pouvez photographier tout le monde dans le monde »), ce passant est Marvin Israël. 
Marvin Israël est un peintre dont les tableaux sont marqués par une vision sinistre. Il vit avec son épouse Margie Israël dans un appartement en sous-sol  sur la 14e Rue de Manhattan. Dans le milieu des années 50, il fut le directeur artistique du magazine Seventeen, au moment où Diane Arbus et Allan Arbus y travaillent, ils s'ils sont croisés mais sans plus. Quand ils nouent une relation véritable Diane Arbus déclare  à son sujet : Marvin and I are similar (« Marvin et moi sommes semblables »), tous les deux sont des Juifs issus de familles aisées, tous les deux ont grandi à Central Park West, après avoir suivi des études à la Yale School of Art, il se perfectionne entrant dans l'atelier du peintre Josef Albers puis il devient un protégé d'Alexey Brodovitch. 

### La fin
Dépressive, Diane Arbus se suicide à l'âge de 48 ans le 26 juillet 1971 à dans son appartement de la Westbeth Artists Community proche de Greenwich Village en avalant une quantité importante de barbituriques puis  en s’ouvrant les veines dans sa baignoire. Peter Schlesinger (en) n'arrivant pas à la joindre par téléphone, malgré de multiples appels, il demande à Marvin Israel de la joindre, lui aussi ses appels téléphoniques restent sans réponses aussi se rend-il à son domicile et découvre son cadavre deux jours après,,,.

## Vie privée
Diane Arbus se marie avec Allan Arbus le 10 avril 1941.  
Elle est la mère de la journaliste et écrivaine Doon Arbus (née en 1945) et de la photojournaliste Amy Arbus (née en 1954). Le couple s’est séparé en 1959 et a divorcé en 1969,. 
En 1959, Diane Arbus commence une liaison amoureuse avec Marvin Israel,.
Elle est la sœur du poète Howard Nemerov et la tante du professeur d’histoire de l’art Alexander Nemerov,.

## Photographies célèbres
- 1962 : Child with Toy Hand Grenade in Central Park,
- 1963 : Teenage Couple on Hudson Street,
- 1966 : A Young Brooklyn Family Going for a Sunday Outing,
- 1966 : A Young Man in Curlers at Home on West 20th Street,
- 1967 : Boy With a Straw Hat Waiting to March in a Pro-War Parade,
- 1968 : A Family on Their Lawn One Sunday in Westchester,
- 1968 : A Naked Man Being a Woman,
- 1968 : A Very Young Baby,
- 1970 : Identical Twins, Roselle, New Jersey,

- 1970 : A Jewish Giant at Home with His Parents in The Bronx,

## Expositions permanentes
Plusieurs musées exposent de façon permanente des photos de Diane Arbus :
- L'Art Institute of Chicago [71],
- Le Musée d'Art Nelson Atkins[72],
- Le Musée des beaux-arts du Canada[73],
- Le Musée national centre d'art Reina Sofía[74],
- Le Musée national du Victoria[75],
- Le Museum of Modern Art[76],
- La National Gallery of Art[77],
- Le RKDartists[78],
- Le Smithsonian American Art Museum[79],
- L'Union List of Artist Names[80],
- Le Tate Modern[81],

## Livres exposant les photographies de Diane Arbus
- (en-US) Marvin Israel (dir.) et Doon Arbus (rédacteur) (photogr. Diane Arbus), Diane Arbus : Monograph, New York, Aperture Foundation (réimpr. 1997, 2012) (1re éd. 1972), 182 p. (ISBN 9780893816940, OCLC 490687905),
- (en-US) Doon Arbus et Marvin Israel (photogr. Diane Arbus), Diane Arbus : 1972. Paper. First edition., Londres & New york, Bloomsbury & aperture (réimpr. 1974) (1re éd. 1972), 160 p. (ISBN 9780747506256, OCLC 29356250),
- (en-US) Doon Arbus (dir.) (préf. , Thomas W. Southall,, photogr. Diane Arbus), Diane Arbus : Magazine Work, New York, Aperture (réimpr. 2005) (1re éd. 1985), 175 p. (ISBN 9780893812331, OCLC 717140172),
- (en-US) Doon Arbus (photogr. Diane Arbus), Diane Arbus : Untitled, New York, Aperture (réimpr. 2005, 2011) (1re éd. 1995), 112 p. (ISBN 9780893816230, OCLC 492578890),
- (en-US) San Francisco museum of modern art (dir.) (photogr. Diane Arbus), Revelations, New York, Random House, 2005, 352 p. (ISBN 9780375506208, OCLC 419788650),
- Anna Tellgren (dir.) (photogr. Arbus, Model, Strömholm), Arbus, Model, Strömholm, Stockholm & Londres, Moderna Museet, 2005, 154 p. (ISBN 9783865211439, OCLC 61260752),
- (en-US) Phillips et de Pury (photogr. Diane Arbus), Diane Arbus : Hubert's Museum Work, 1958-1963, New York, de Pury & Company,, 2008, 67 p. (OCLC 234189809),
- (en-US) Jeff L. Rosenheim (photogr. Diane Arbus), Diane Arbus in the beginning, 1956-1962, New York, The Metropolitan Museum of Art, 2016, 269 p. (ISBN 9781588395955, OCLC 965172796),
- (en-US) Diane Arbus, Nan Goldin et Lisette Model, The Camera is Cruel : Model Arbus Goldin, Vienne, Autriche, Verlag fur Moderne Kunst, 2018, 132 p. (ISBN 9783903228948, OCLC 1113280910),
- (en-US) John P. Jacob (photogr. Diane Arbus), Diane Arbus : A box of ten photographs, New York, Aperture, 2018, 107 p. (ISBN 9781597114394, OCLC 1319656328),

## Postérité

### Fond Diane Arbus
En 2007, le Metropolitan Museum of Art a obtenu des filles de Diane Arbus le don et la promesse de don des archives de l'artiste. La collection comprend des centaines de photographies anciennes et uniques d'Arbus, des négatifs et des tirages contact de 7 500 rouleaux de film, des pochettes cristal annotées par l'artiste, ainsi que sa collection de photographies, sa bibliothèque et ses papiers personnels, notamment des carnets de rendez-vous, des cahiers, de la correspondance, des écrits, etc.

### Cinéma
- En 2006, le réalisateur Steven Shainberg porte à l’écran Diane Arbus d'après le livre de Patricia Bosworth (en) dans le film Fur, un portrait imaginaire de Diane Arbus, le rôle titre est interprété par Nicole Kidman.

### Littérature
- La romancière française Laurence Tardieu rend hommage à Diane Arbus dans son livre (fr) Une vie à soi, Paris, France, Flammarion, coll. « Littérature française », 2014, 186 p. (ISBN 9782081330559, OCLC 894109920),
- Sandrine Roudeix publie en 2015 au Mercure de France un roman dédié à Diane Arbus, intitulé (fr) Diane dans le miroir, Paris, France, Mercure de France, 2015, 191 p. (ISBN 9782715238299, OCLC 905836986),
- Fabrice Melquiot lui rend également hommage dans une pièce de théâtre, Diane, Paris, France, L'Arche, coll. « Scène ouverte », 2020, 89 p. (ISBN 9782851819765, OCLC 1225133589),